# Prince Ōtsu
Le prince Ōtsu (大津皇子, Ōtsu-Ōji) (né en 663 dans la province de Tsukushi, mort le 25 octobre 686 à Asuka, Yamato, le troisième jour du dixième mois de l'ère Shuchō) est un poète japonais et le fils de l'empereur Tenmu.

## Contexte

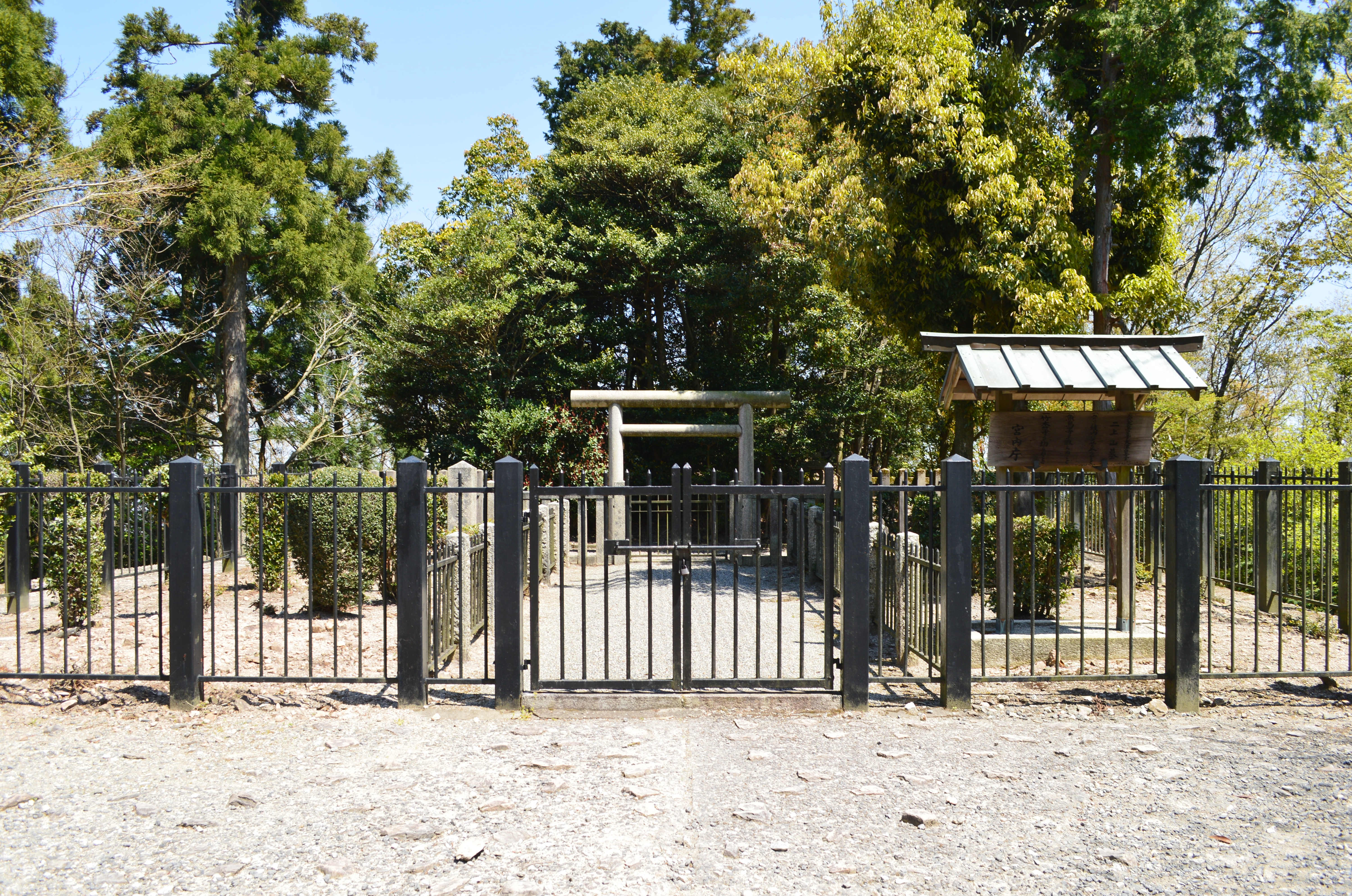
Tombe du Prince Ōtsu (Préfecture de Nara).

Sa mère est la princesse Ōta dont le père est l'empereur Tenji. Il est donc le plus jeune frère de sang de la princesse Ōku. Sa consort est la princesse Yamanobe, fille de l’empereur Tenji, sa tante. Sa vie est connue à partir du Nihon Shoki et sa personnalité apparaît dans des anthologies poétiques telles que le Kaifūsō et le Man'yōshū.
En tant que poète, il est connu pour sa relation épistolaire avec dame Ishikawa. 
Le prince Ōtsu est une figure populaire et compétente qui semble un probable successeur de son père sur le trône impérial mais qui est contraint au suicide après que de fausses allégations de rébellion ont été portées à son endroit par l'impératrice Jitō afin de favoriser son propre fils, le prince Kusakabe, pour la position de prince héritier.

## Poèmes
Voici deux exemples de sa poésie, dont son poème d'adieu :
Poème envoyé par le prince Ōtsu à dame Ishikawa
Doux contreforts, et

dans les gouttes de rosée des montagnes

trempé, je vous ai attendu –

devenu humide à me tenir là

dans les gouttes de rosée des montagnes.
Poème d'adieu
Momozutau / iware no ike ni / naku kamo wo / kyo nomi mite ya / Kumokakuri nan.
Aujourd'hui, je jette un dernier regard sur les colverts 

Pleurant sur l'étang d'Iware, 

Je dois disparaître dans les nuages ! 

## Postérité
Le poète et lettré Shinobu Orikuchi présente une version imaginaire du prince Ōtsu dans son roman Sisha no Sho (Le livre des morts, dont a été tiré un film par Kihachirō Kawamoto) où il est un fantôme sans répit retenu sur terre par le souvenir d'une jeune femme dont il a contemplé le regard juste avant de mourir.

## Source de la traduction
- (en) Cet article est partiellement ou en totalité issu de l’article de Wikipédia en anglais intitulé « Prince Ōtsu » (voir la liste des auteurs).